# Varga Zoltán (színművész)
Varga Zoltán (Mohács, 1960. október 21. – 2025. augusztus 4.)  Jászai Mari-díjas magyar színész.

## Életpályája
1982–1986 között a Színház- és Filmművészeti Főiskola hallgatója volt. 1986–1993 között a budapesti Katona József Színház, 1993–1995 között a Művész Színház, 1995–2004 között a budapesti Katona József Színház, 2004–2006 között a Centrál Színház, 2006–2012 között a Budapesti Kamaraszínház, 2012–2014 között a tatabányai Jászai Mari Színház, 2014–2020 között a Miskolci Nemzeti Színház tagja volt. 1998-ban képzőművészeti alkotásaiból kiállítást rendezett.

## Színházi szerepei
- Carlo Goldoni: Két úr szolgája... Első hordár
- Alfred Jarry: Übü király... Lengyel hadsereg; Zsinór töstér
- Dosztojevszkij: A játékos... Fokics
- Kleist: Amphitryon
- Behn: A kalóz... Sebastian brávó
- William Shakespeare: Coriolanus
- Molière: Sganarelle, vagy a képzelt szarvak... Sganarelle
- Molière: Kullancsok... Lizander
- Spiró György: Csirkefej... Srác
- Füst Milán: Catullus... Egnatius; Egy zenész
- Strindberg: Az apa... Nöjd
- Gogol: A revizor... Gyerzsimorda
- Elias Canetti: Esküvő... Michel
- Molière: A mizantróp... Alcaste
- William Shakespeare: Vízkereszt, vagy amit akartok... Egy tengerészkapitány; Malvolio
- Frank Wedekind: Lulu... Jack
- Csehov: Platonov... Oszip
- Brecht: Turandot avagy a szerecsenmosdatók kongresszusa... Gogher Góg
- Dosztojevszkij: Bűn, bűnhődés... Koch
- William Shakespeare: Hamlet... Rosencrantz; Bernardo; II. sírásó
- Koltés: Roberto Zucco... Roberto Zucco anyja
- Böll: Katharina Blum elvesztett tisztessége... La Boche
- Kárpáti Péter: Akárki... Tóth Gyula
- Brecht: Koldusopera... Ede; Tigris Brown
- Emily Brontë: Üvöltő szelek... Hareton Earnshaw
- Molière: Tudós nők... Tüske
- William Shakespeare: A szentivánéji álom... Lavór Tamás bádogos
- Victor Hugo: A királyasszony lovagja... Don Manuel Arias
- Csehov: Cseresznyéskert... Lopahin
- Jerofejev: Walpurgis-éj, avagy a kővendég léptei... Paska
- Ratkó József: Segítsd a királyt!
- William Shakespeare: Szeget szeggel... Rémes
- Garaczi László: Prédales... Janonis
- Eugène Labiche: Gyilkosság a Maxime utcában... Lenglumé
- Courteline: Első vizit... Des Rillettes
- Harold Pinter: Hazatérés... Joey; Lenny
- Stoppard: Árkádia... Ezra Chater
- Jeles András: Szenvedéstörténet... Ámen
- Egressy Zoltán: Portugál... Sátán
- Hans Fallada: Mi lesz veled, emberke?... Jackmann
- William Shakespeare: A vihar... Kalibán
- Madách Imre: Az ember tragédiája
- Bart: Olivér
- Ramuz: A katona története... Narrátor
- Nestroy: A talizmán... Monsieur Marquis
- Molière: Tartuffe... Lojális úr
- Hirson: A bohóc... Őr
- Peter Handke: Az óra, amikor semmit nem tudtunk egymásról
- Weöres Sándor: Szent György és a sárkány... Sirio lovag
- Goethe: Stella... Fernando
- Bán Zoltán András: Lesz vigasz
- Spiró György: Koccanás... Segédmunkás; Maffiózó; Turista; Bőrfejű; Tüntető
- Anton Pavlovics Csehov

## Színházi rendezései
- Strindberg: Julie kisasszony (2006)
- Kusan: Galócza (2008)

## Filmjei
| - Keménykalap és krumpliorr 1-4. (1973) - Békestratégia (1985) - Vízipók-csodapók III. (1985) - A varázsló álma (1987) - Egy gazdag hölgy szeszélye (1987) - Eszmélet (1989) - Freytág testvérek 1-5. (1989) - A főügyész felesége (1990) - Három idegen úr (1994) - Családi nyár (1995) - Kisváros (1998-2000) - Barátok közt (2000) - A szibériai nyuszt (2005) - Könyveskép (2005-2007) - Hacktion (2012) | - Félreértett és elhanyagolt gyerekek (1977) - Sortűz egy fekete bivalyért (1985) - A másik ember (1988) - Meteo (1990) - Hoppá (1993) - Franciska vasárnapjai (1996) - A vád (1996) - Mindenki fél a törpétől (1997) - Portugál (1999) - Dél-Dunántúl virágai (1999) - Glamour (2000) - A szalmabábuk lázadása (2001) - Ennyiből ennyi (2001) - Szent Iván napja (2003) - Telitalálat (2003) - Sorstalanság (2005) - Bagoly-folyó (2006) - Márió, a varázsló (2008) - Pánik (2008) - Mázli (2008) - A pince (2008) - Kolorádó Kid (2010) |

## Díjai, elismerései
- Színikritikusok Díja (1987, 1999)
- Az országos színházi találkozó legjobb férfi epizódszereplő díja (1987)
- Jászai Mari-díj (1995)
- Hekuba-díj (1999)
- PUKK-díj (2000)